# 황금비스카차쥐
황금비스카차쥐(Pipanacoctomys aureus)는 데구과에 속하는 설치류의 일종이다. 황금비스카차쥐속(Pipanacoctomys)의 유일종이다. 황금비스카차는 4배체 동물로 4x=2n=92 염색체를 갖고 있다.

## 특징
황금비스카차는 머리부터 몸까지 몸길이가 약 170mm까지 자라며, 꼬리는 술 타래 모양으로 길이가 약 40mm이다. 등 쪽 털은 황금빛 금발이고, 하체는 흰색을 띤다.

## 분포 및 서식지
아르헨티나 북서부의 카타마르카주에 알려져 있으며, 표본은 솔라 데 피파나코 염전에서만 발견되었다. 서식지는 대부분 저지대 호염성 관목 지대로 이루어져 있고, 토양은 고농도 염분을 가진 모래로 구성되어 있다. 먹이는 서식지에서 자라는 염생 식물이다. 황금비스카차속의 학명은 8자 모양의 어금니 때문에 붙여진 "옥토"(octo)라는 이름에서 유래했다.

## 보전 상태
황금비스카차는 100km2 이하의 아주 제한적인 지역, 실제로 서식지 지역의 약 1/10에서만 서식하고 있다. 염전과 사막 사이의 호염성 식물 속에서 생활한다. 아주 제한된 서식지가 올리브를 키우기 위한 농경지로 전환되고 있으며, 개체수가 줄어들고 있다. 국제 자연 보전 연맹(IUCN)이 보전 상태를 "멸종위급종"으로 분류하고 있다.